# کمی‌سازی (علم)
در ریاضیات و علوم تجربی، کمی‌سازی (یا اندازه‌گیری) (به انگلیسی: Quantification، Quantitation) عمل شمارش و اندازه‌گرفتن است که مشاهدات و تجربیات حسی انسان را در مقادیر کمی ترسیم می‌کند. اندازه‌گیری در این معنا، پایه‌ای برای روش علمی است.

## علوم طبیعی
برخی از معیارهای اهمیت کلی بی‌چون و چرای کمی‌سازی در علوم طبیعی را می‌توان از توصیه‌های زیر به دست آورد:
- «اینها حقایق صرف هستند، اما آنها حقایق کمی و پایه‌ای برای علم هستند.»[۱]
- به نظر می‌رسد که به‌طور کلی درست است که «بنیان کمیت اندازه‌گیری است.»[۲]
- شکی نیست که «کمی‌سازی مبنایی برای عینیت علم فراهم کرد».[۳]
- در دوران باستان، «موسیقی‌دانان و هنرمندان … کمی‌سازی را رد می‌کردند، اما بازرگانان، بنا به تعریف، امور خود را کمی می‌ساختند، تا بقای خود را حفظ کنند، آن‌ها را روی پوست و کاغذ قابل دیدن می‌کردند».[۴]
- هر «مقایسه‌ای منطقی بین ارسطو و گالیله به وضوح نشان می‌دهد که هیچ قانونمندی منحصر به فردی بدون کمی‌سازی دقیق کشف نمی‌شود».[۵]
- حتی امروزه، "دانشگاه‌ها از ابزارهای ناقصی به نام "آزمون" استفاده می‌کنند تا به طور غیرمستقیم چیزی را که آن را دانش می‌نامند کمی کنند."[۶]

## علوم اجتماعی
در علوم اجتماعی، کمیت بخشی جدایی‌ناپذیر از اقتصاد و روان‌شناسی است. هر دو رشته داده‌ها را جمع‌آوری می‌کنند - اقتصاد با مشاهده تجربی و روان‌شناسی با آزمایش - و هر دو از روش‌های آماری مانند تحلیل رگرسیون برای نتیجه‌گیری از آن استفاده می‌کنند.

## جستارهای بیشتر
- کالیبراسیون
- کمیت فیزیکی
- تجزیه و تحلیل کمی (شیمی)